# Norbert De Cuyper
Norbert De Cuyper (Uitkerke, 14 april 1943) is een Belgische voormalig politicus voor de CD&V en was burgemeester van de stad Torhout (1991-2016).

## Biografie
Norbert De Cuyper is afkomstig uit Uitkerke uit een politieke familie, want zijn vader Gaston was schepen geweest in Uitkerke.. Reeds in zijn jeugd was hij ook geïnteresseerd in cultuur en hij was in Uitkerke cultureel verantwoordelijke in de jeugdbeweging KLJ en er actief in het theater. In het VTI van Brugge studeerde hij Handel en Drukkerij. Beroepsmatig werd hij later zelfstandig drukker. In 1967 huwde hij met Monique De Zaeyer en vestigde zich in Wijnendale.
In 1982 vroeg de CVP hem op de lijst voor de gemeenteraadsverkiezingen te staan. De Cuyper raakte verkozen en werd zo in 1983 meteen voor het eerst schepen in Torhout. In 1991 nam burgemeester Roger Windels ontslag en De Cuyper volgde hem op als burgemeester.
Tijdens zijn burgemeesterschap werden onder meer het CC De Brouckere en het op- en afrittencomplex aan de A17/E403 gerealiseerd. Wel zag hij het festival Rock Torhout verdwijnen. Na de verkiezingen van oktober 2012 maakte hij bekend dat hij in 2016 de burgemeesterssjerp zou doorgeven aan Vlaams minister Hilde Crevits. Hij was in totaal 25 jaar burgemeester.
Ook zijn broer Bernard De Cuyper was politiek actief en werd schepen in Brugge en provincieraadslid.